# V.I.P. (Vedettes Importantes ou Paspantoute)
Pour les articles homonymes, voir VIP.
V.I.P. (Vedettes Importantes ou Paspantoute) était un magazine culturel humoristique québécois animé par Louis Morissette et diffusé sur les ondes de Radio-Canada. L'émission a été retirée des ondes après seulement un épisode diffusé le 7 octobre 2004.

## Concept
V.I.P. est une émission de télévision québécoise qui a été créée en tant que parodie des magazines artistiques télévisuels tels que Flash et Star Système. Malgré son caractère parodique, l'émission présentait des nouvelles véridiques, mais décortiquées pour être vues sous un angle différent. L'objectif de V.I.P. était de se démarquer du style promotionnel des autres magazines artistiques en exposant la vérité sur le milieu du show-business québécois. L'émission couvrait non seulement les conférences de presse, mais aussi les évènements et les personnalités qui étaient peu ou pas couverts par les autres médias.

## Équipe

### Animation
- Louis Morissette

### Collaborateurs
- Patrick Groulx
- Pauline Bertrand[1]
- Alex Perron
- Caroline Proulx

## Diffusion
L'émission était diffusée les jeudis à 21h30 à Radio-Canada, tout de suite après la série Ciao Bella.

## Historique

### Ceci n'est pas un Bye Bye
En décembre 2003, les médias québécois annoncent que l'animatrice et productrice Véronique Cloutier travaille sur la création d'une revue de fin d'année de type Bye Bye nouvelle génération. Pour ce faire, elle s'entoure des scénaristes Louis Morissette, François Avard et Jean-François Mercier. Cette revue, intitulée Ceci n'est pas un Bye Bye, est diffusée sur les ondes de Radio-Canada le 31 décembre 2003.
Le 2 janvier 2004, les critiques sur Ceci n'est pas un Bye Bye sont publiées dans les médias. Parmi les articles qui ont parlé de cette revue de fin d'année, un sketch en particulier retient l'attention. Ce sketch mettait en vedette Patrick Huard, Véronique Cloutier et Michèle-Barbara Pelletier dans une parodie intitulée « Séraphin Péladeau : un homme et ses péchés »,. Huard y incarnait le personnage de Séraphin Péladeau et Cloutier celui de Julie Snyder. Le sketch dénonçait la téléréalité Star Académie ainsi que la convergence médiatique de Québecor.

### Congédiement de TVA
Le 30 mars 2004, TVA annonce lors d'une conférence de presse une nouvelle émission de téléréalité intitulée Pour le meilleur... et pour le pire!, dans laquelle des couples testent leur solidité. Louis Morissette a été présenté comme l'animateur de cette nouvelle émission.
Cependant, 20 avril 2004, TVA congédie Morissette et le remplace par Guy Jodoin, sans donner de raison officielle. Les journalistes ont cependant affirmé que le congédiement aurait été causé par la parodie de Séraphin Péladeau écrite par Morissette, qui n'aurait pas plu à Pierre Karl Péladeau, président-directeur général de Québecor. Cette nouvelle a créé une onde de choc dans le monde médiatique et artistique québécois. Trente-sept personnalités publiques prennent la défense de Louis Morissette en co-signant une lettre dénonçant l'ingérence de Pierre-Karl Péladeau dans cette affaire. Certains signataires de la lettre parleront publiquement de cette affaire,.

« C'est de la censure. [...] Monsieur Péladeau règne en maître sur ses bébelles. C'est rendu de plus en plus difficile de faire rire les gens avec des personnalités publiques. Je ne peux pas me permettre de faire une pointe directement contre une personne sans prendre le risque d'être pénalisé. [...] Je n'ai rien contre Pierre Karl Péladeau. Il faudrait qu'il arrête de prendre ça personnel »

— François Avard, La Presse

« Je ne vois pas ce qu'il y avait de si méchant dans le sketch. Ce n'était pas une vengeance contre Pierre Karl Péladeau, ce n'était pas dirigé contre lui. Ça se voulait comique. »

— Jean-François Mercier, La Presse

### Relance de Novem Productions
En juillet 2004, Véronique Cloutier achète l'entreprise de son père, Guy Cloutier Communications qu'elle rebaptise Novem Productions. La nouvelle entreprise, qui fait face à des difficultés financières, propose à Radio-Canada un projet de série télévisée de type comédie dramatique, qui deviendra C.A. en 2006. Le directeur général des programmes, Mario Clément appelle Novem Productions pour parler avec Louis Morissette afin de leur proposer de faire à la place un magazine télévisuel irrévérencieux,.
Morissette écrit un concept en quelques jours sous la pression de Radio-Canada pour que l'émission soit diffusée le plus rapidement possible. Morissette exprime des réserves au sujet du projet à sa conjointe Véronique Cloutier, qui est également la présidente de Novem Productions, trouvant que le projet est trop précipité. Cloutier insiste pour que le projet se fasse, car son entreprise a besoin d'une émission pour relancer ses activités. Morissette accepte d'être à la fois le créateur et l'animateur de l'émission,.

### Lancement de V.I.P.
Le 10 août 2004, Radio-Canada annonce V.I.P. (Vedettes Importantes ou Paspantoute), dont la diffusion est prévue pour octobre 2004. Convaincue de la durabilité du projet à long terme, Radio-Canada prévoit alors 27 épisodes de 30 minutes dans sa grille horaire 2004-2005.
Deux semaines avant la diffusion de la première émission, l'équipe visionne le pilote de l'émission. Mario Clément exprime des réserves et demande à Novem Productions de revoir le concept. La directrice des variétés de Radio-Canada, Dominique Chaloult, propose de reporter la diffusion au mois de janvier 2005. Cependant, Louis Morissette est très convaincant et réussit à maintenir le lancement officiel pour le 7 octobre 2004 tout en promettant une émission améliorée. La première émission a été bouclée officiellement moins d'une heure avant sa diffusion.

## Première
Lors du premier épisode de l'émission V.I.P., diffusé le 7 octobre 2004 à 21 h 30, Louis Morissette présentait cinq reportages en plus de ses animations.
Le premier reportage montrait une visite rapide et illégale de Morissette sur le plateau de tournage de la téléréalité Occupation double.
Le deuxième reportage présentait Caroline Proulx sur le tapis rouge de la première du spectacle Haïssable de l'humoriste Mike Ward. Elle interrogeait les invités pour savoir avec qui Louis Morissette allait-il avoir des problèmes pendant la saison.
Le troisième reportage consistait en une entrevue de Patrick Groulx avec les interprètes du Capitaine Cosmos et Vermicelle de l'émission jeunesse Les Satellipopettes, à savoir Claude Steben et Daniel Couturier.
Le quatrième reportage était une analyse des potins de la semaine d'Alex Perron en compagnie de deux coiffeuses du salon Signé Jo, situé à Verdun.
Enfin, le dernier reportage présentait la critique du spectacle de Metallica par Pauline Bertrand. Le groupe était de passage à Montréal dans le cadre de leur tournée Madly in Anger with the World Tour.
L'émission s'est terminée avec le segment Star du générique, qui avait pour objectif de mettre en avant un artiste peu connu de la scène culturelle québécoise. Le premier invité de cette section était Luc Piché, un chanteur et conducteur d'autobus de la rive-sud de Montréal. Il a interprété l'une de ses compositions intitulée Je suis un lion, extraite de son premier album intitulé Je veux ta chaleur.

## Controverse
Le 4 octobre 2004, Louis Morissette fait une apparition surprise dans la maison des participantes de l'émission Occupation double, située à Terrebonne, en compagnie de deux caméramans. Déguisé en buisson, il réussit à se glisser sans être repéré jusqu'à l'étage où il présente aux candidates la une du magazine Star Système, qui faisait état d'une querelle entre deux des participantes de l'émission. Le tournage prend fin lorsqu'une équipe de sécurité accompagnée de policiers arrive sur les lieux.

« Là [les agents de sécurité] m'ont sorti sur la tête, appelé la police, et là je m'en allais en dedans pour entrée par effraction... Je suis revenu au bureau, j'avais le boss de Radio-Canada sur la ligne, le ministre du Patrimoine, l'avocat de Québécor...c'était vraiment rendu quatre coches au-dessus de ma tête. »

— Louis Morissette, La soirée est (encore) jeune
Cependant, l'équipe de tournage a pu quitter les lieux avec les enregistrements.
Le 7 octobre 2004, Nicole Tardif, porte-parole de la chaîne TVA, commente l'incident:

« C'est ça qu'il veut, faire de la polémique. [...] Nous, on n'embarque pas là-dedans. Louis l'a dit lui-même à la radio ; il veut se coller au succès d'Occupation double, un show qui fait deux millions de cotes d'écoute »

— Nicole Tardif, La Presse
Elle ne précisera pas si cette intrusion a eu des répercussions sur le tournage de l'émission Occupation double.

## Accueil

### Cotes d'écoute
L'unique épisode de V.I.P. a enregistré des cotes d'écoutes de 660 000 auditeurs.

### Accueil critique
Dans les jours suivant la diffusion du premier épisode, les médias québécois critiquent ouvertement l'émission et son contenu :

« Si vous aviez enregistré V.I.P., conservez-la précieusement. Cette nullité totale diffusée par le plus riche de nos réseaux vaudra peut-être cher un jour, en tant qu'exemple d'émission ratée qui n'aurait jamais dû être diffusée. »

— Louise Cousineau, La Presse

« La nouvelle émission de Louis Morissette aurait dû s'intituler: R.I.P. Après seulement une diffusion – du jamais vu! [...] On veut bien croire que les critiques ont été assassines, mais faudrait se battre un peu, quand même! Décidément, le chum de Véro collectionne les coups de gueule et les coups sur la gueule. »

— L'équipe des Arts et spectacle, La Presse

« Il était plutôt nerveux hier soir Louis Morissette, pour la première de sa nouvelle émission, VIP, qui n’a rien cassé pantoute… [...] Les rires gras, le ton enfant de l’animateur Louis Morissette étaient très agaçants. C’était à se demander à qui celui-ci s’adressait. [...] Oui, on se serait attendu à beaucoup plus. Louis Morissette a promis un magazine artistique humoristique, différent. Il nous a donné une émission de débutant qui ne fait absolument pas la preuve de son talent. »

— Michelle Coudé-Lord, Le Journal de Montréal

« L'émission a coulé à pic plus rapidement que nos sous-marins canadiens, si je comprend bien.  Force est d'admettre cependant que ce fut le bon choix; la qualité de ce show dédié au monde artistique laissait vraiment à désirer (non mais, quand un de tes premiers topos porte sur le Capitaine Cosmos et Vermicelle, déjà, y'a un problème!).  Et je ne vous parlerai pas ici du reportage de la mère de Morissette qui a tenté... je dis bien TENTÉ, de se rendre intéressante et drôle en allant au spectacle de Metallica (elle avait l'air plus sur l'acide en studio que pendant le spectacle!).  En somme, V.I.P. aurait dû vouloir dire Visiblement Insignifiant et Poche, ou si on se fie à son contenu, 3 fois rien! »

— Christian Lacasse, Acro-Vedettes 2004

## Annulation de la diffusion
Le lendemain de la diffusion du premier épisode, Louis Morissette est invité à participer à l'émission matinale de radio C'est bien meilleur le matin, animée par René-Homier Roy. Au cours de cette entrevue, il défend fermement son projet et affirme qu'il n'envisage pas l'annulation de l'émission. À la fin, il exprime sa fatigue en déclarant que la semaine avait été très longue.
Une demi-heure après l'entrevue, Morissette donne sa démission aux patrons de Radio-Canada. À ce moment, il ressent une grande détresse émotionnelle et se sent dévasté sur le plan moral. Dominique Chaloult était prête à lui donner une seconde chance, mais Morissette préfère mettre un terme à l'émission.

« J'aurais été prête à lui donner une seconde chance. [...] Le problème, c'était le ton adopté. Si Louis avait trouvé un autre ton, ça aurait pu passer, et je crois que ç'aurait été possible en une semaine, en travaillant très fort. »

— Dominique Chaloult, Le Devoir
Le 12 octobre 2004, la démission de Morissette est annoncée publiquement. Novem Productions avance des raisons personnelles pour expliquer son départ. Le porte-parole de la maison de production, Gilles Corriveau, tente de rassurer les médias québécois:

« Il jouait avec quatre balles et tout à coup, il en a pris cinq et il vient d’en échapper une. Il a besoin de prendre du recul. Il n’est ni à l’hôpital, ni en train de divorcer de Véro. Sa surcharge de travail vient de le rattraper, tout simplement. »

— Gilles Corriveau, Le Journal de Montréal
Mario Clément reconnaît que les critiques négatives de l'émission ont également joué un rôle significatif dans la décision de Morissette de démissionner.

« Louis était déjà fragile depuis l’affaire Pour le meilleur et pour le pire. L’acharnement de Quebecor contre lui a été la cerise sur le sundae. Quant à moi, je vois bien que Quebecor ne descend jamais les mauvaises émissions de TVA, alors qu’on ne se gêne pas pour s’attaquer à Radio-Canada. »

— Mario Clément, La Presse
Malgré tout, Clément se veut rassurant en affirmant que Louis Morissette continuera de travailler à Radio-Canada.
Finalement, l'émission est annulée et remplacée par des rediffusions de la comédie de situation québécoise La Petite Vie.

## Impact et conséquences
Louis Morissette a indiqué, plusieurs années après la diffusion de VIP, que malgré l'échec de l'aventure, ce fut l'un des projets les plus enrichissants pour lui. Il a précisé que cette expérience lui a permis de mieux comprendre ses limites personnelles, de mieux cerner les dynamiques de travail avec ses équipes, ainsi que d'identifier les types de projets qu'il préférerait ne pas réitérer à l'avenir.

## Postérité
- Lors de la revue de fin d'année 2004 d'Infoman, Louis Morissette fait une brève apparition dans un sketch déguisé en vendeur pour vanter la cassette de sa défunte émission. Il admet aussi que pour 69,95$, quiconque le désire peut se procurer Mon année de marde, une compilation de 49 cassettes racontant son horrible année 2004[27].
- En novembre 2005, Les Mecs comiques se séparent alors que la quatrième saison de 3x rien est en cours de diffusion sur TQS. Louis Morissette voulait quitter après la troisième saison, mais TQS a insisté pour qu'il continue d'apparaître dans la moitié des épisodes. Morissette est finalement revenu, évitant ainsi l'annulation de la série. Jean-François Baril suggère alors que si V.I.P. avait connu du succès, Morissette ne serait pas revenu pour une quatrième saison, mais Morissette a répliqué que s'il n'était pas revenu, il n'y aurait pas eu de quatrième saison[28].
- Selon un article du chroniqueur Hugo Dumas publié dans le journal La Presse en décembre 2009, V.I.P. ferait partie des cinq pires échecs télévisés de la décennie 2000[29].
- Le 12 mai 2018, Louis Morissette est invité à l'émission La soirée est (encore) jeune. Il insulte Franco Nuovo, un animateur de Radio-Canada, en le traitant de « mangeux de marde » et de « plein de marde ». Morissette était mécontent des critiques que Nuovo avait faites sur son émission V.I.P. dans des chroniques au Journal de Montréal, après la diffusion du premier épisode. Nuovo répond aux insultes de Morissette en le qualifiant de menteur et a reproché à ses collègues de ne pas avoir réagi à ces propos offensants envers lui[12],[30].
- Dans l'épisode 10 de la première saison de l'adaptation québécoise de Taskmaster, Louis Morissette demande à l'humoriste Matthieu Pepper s'il est fier du résultat de son défi, mais Pepper prétend ne pas s'en souvenir. Morissette lui dit alors qu'il est en état de déni et que cela l'aidera à réussir dans sa carrière. Pepper rappelle à tout le monde que ce conseil vient de la personne qui a animé V.I.P., ce qui n'est pas anodin. Morissette affiche une expression découragée tandis que les autres éclatent de rire[31].
- Dans l'épisode 8 de la vingt-cinquième saison d'Infoman, à la fin de l'épisode, lorsque l'animateur Jean-René Dufort présente son classique segment de fermeture en s'adressant à sa collègue Maude Vachon, l'inscription suivante apparaît derrière eux sur un tableau à lettres : « 700ÈME ÉPISODE D'INFOMAN. C'EST 699 DE PLUS QUE VIP. »[32].
- Dans l'épisode 5 de la troisième saison de l'adaptation québécoise de Taskmaster, les participants sont invités à démontrer leur amour de la manière la plus significative au Maître du jeu, Louis Morissette. L'actrice Bianca Gervais, les larmes aux yeux, déclare à Morissette que les spectateurs n'ont pas compris l'émission V.I.P., qu'elle considère comme un travail de génie[33].